# 88.ª Brigada Mixta (Ejército Popular de la República)
La 88.ª Brigada Mixta fue una unidad del Ejército Popular de la República creada durante la Guerra Civil Española. Durante la mayor parte de la contienda estuvo desplegada en los frentes de Córdoba y Extremadura.

## Historial
La unidad fue creada en marzo de 1937, sobre la base de los batallones anarquistas que combatían en el Frente de Córdoba. También se integró en la brigada la antigua Columna Andalucía-Extremadura, formada por anarcosindicalistas. El mando de la unidad fue encomendado al teniente coronel de Carabineros Juan Fernández Pérez. La 88.ª BM pasó a formar parte de la 19.ª División del VIII Cuerpo de Ejército y fue destinada al sector Peñarroya-Pueblonuevo, donde intervino en las operaciones ofensivas entre el 27 de marzo y 13 de abril. En agosto el comandante de artillería Francisco Blanco Pedraza se hizo cargo del mando de la unidad. Unos meses después, en diciembre, Blanco entregó el mando de la brigada mixta al mayor de milicias Francisco Rodríguez Muñoz, y la unidad quedó incorporada a la 38.ª División, con su puesto de mando en Hinojosa del Duque.
En la primavera de 1938 participó en una pequeña ofensiva en el sector de Azuaga-La Granja de Torrehermosa, pero el ataque acabó terminando en fracaso. Unos meses después tomó parte en las operaciones relacionadas con el Cierre de la Bolsa de Mérida, donde tuvo una destacada actuación. Al final de los combates la 88.ª BM pasó a cubrir la línea defensiva del río Zújar. El 27 de marzo de 1939, con la descomposición del frente y del Ejército republicano, la brigada se autodisolvió.
En los últimos meses de la contienda el anarquista Antonio Raya fue comisario político de la brigada. Tras el final de la contienda, Raya se convirtió en un importante líder del maquis antifranquista en Andalucía, organizando guerrillas rurales y urbanas que actuaron en las provincias de Málaga, Córdoba o Granada.

## Mandos
Comandantes
- Teniente coronel de carabineros Juan Fernández Pérez;
- Comandante de artillería Francisco Blanco Pedraza;
- Mayor de milicias Francisco Rodríguez Muñoz;

Comisarios
- José Pérez Pareja, de la CNT;
- Antonio Raya, de la CNT;